# Diocesi di Tzaneen
La diocesi di Tzaneen (in latino: Dioecesis Tzaneensis) è una sede della Chiesa cattolica in Sudafrica suffraganea dell'arcidiocesi di Pretoria. Nel 2022 contava 50.600 battezzati su 2.721.050 abitanti. È retta dal vescovo João Noé Rodrigues.

## Territorio
La diocesi comprende le municipalità distrettuali di Vhembe e Mopani, nonché parte della municipalità distrettuale di Capricorn, site all'estremità nord-orientale della provincia del Limpopo e di tutto il Sudafrica. 
Sede vescovile è la città di Tzaneen, dove si trova la cattedrale della Santissima Trinità.
Il territorio è suddiviso in 14 parrocchie.

## Storia
La prefettura apostolica di Louis Trichardt fu eretta il 27 dicembre 1962 con la bolla Christi mandatum di papa Giovanni XXIII, ricavandone il territorio dall'abbazia territoriale di Pietersburg (oggi diocesi di Polokwane).
Il 16 novembre 1972 per effetto della bolla Christi iussum di papa Paolo VI la prefettura apostolica fu elevata a diocesi e assunse il nome di diocesi di Louis Trichardt-Tzaneen.
Ha assunto il nome attuale il 18 luglio 1987 in forza del decreto Excellentissimus della Congregazione per l'evangelizzazione dei popoli.

## Cronotassi dei vescovi
Si omettono i periodi di sede vacante non superiori ai 2 anni o non storicamente accertati.
- John Thomas Durkin, M.S.C. † (15 febbraio 1963 - 22 giugno 1984 dimesso)
- Hugh Patrick Slattery, M.S.C. † (22 giugno 1984 - 28 gennaio 2010 ritirato)
- João Noé Rodrigues, dal 28 gennaio 2010

## Statistiche
La diocesi nel 2022 su una popolazione di 2.721.050 persone contava 50.600 battezzati, corrispondenti all'1,9% del totale.
| anno | popolazione | popolazione | popolazione | presbiteri | presbiteri | presbiteri | presbiteri                | diaconi | religiosi | religiosi | parrocchie |
| anno | battezzati  | totale      | %           | numero     | secolari   | regolari   | battezzati per presbitero | diaconi | uomini    | donne     | parrocchie |
| ---- | ----------- | ----------- | ----------- | ---------- | ---------- | ---------- | ------------------------- | ------- | --------- | --------- | ---------- |
| 1970 | 14.683      | 570.000     | 2,6         | 25         | 2          | 23         | 587                       |         | 23        | 24        |            |
| 1980 | 23.548      | 1.193.000   | 2,0         | 19         |            | 19         | 1.239                     | 2       | 19        | 31        | 20         |
| 1990 | 37.550      | 1.556.000   | 2,4         | 23         | 1          | 22         | 1.632                     | 4       | 28        | 35        | 25         |
| 1999 | 47.750      | 1.993.005   | 2,4         | 16         | 2          | 14         | 2.984                     | 4       | 19        | 28        | 16         |
| 2000 | 47.081      | 2.002.113   | 2,4         | 18         | 3          | 15         | 2.615                     | 4       | 20        | 27        | 12         |
| 2001 | 47.356      | 2.003.000   | 2,4         | 17         | 3          | 14         | 2.785                     | 4       | 19        | 28        | 12         |
| 2002 | 48.185      | 2.030.000   | 2,4         | 17         | 3          | 14         | 2.834                     | 4       | 18        | 33        | 12         |
| 2003 | 48.649      | 2.030.000   | 2,4         | 21         | 3          | 18         | 2.316                     | 4       | 22        | 33        | 12         |
| 2004 | 49.543      | 2.200.000   | 2,3         | 21         | 3          | 18         | 2.359                     | 4       | 22        | 33        | 13         |
| 2010 | 48.500      | 2.317.000   | 2,1         | 29         | 4          | 25         | 1.672                     | 4       | 30        | 41        | 13         |
| 2014 | 46.500      | 2.415.000   | 1,9         | 29         | 7          | 22         | 1.603                     | 4       | 22        | 41        | 14         |
| 2017 | 47.260      | 2.540.760   | 1,9         | 30         | 9          | 21         | 1.575                     | 3       | 21        | 36        | 14         |
| 2020 | 49.200      | 2.646.430   | 1,9         | 28         | 9          | 19         | 1.757                     | 3       | 19        | 28        | 14         |
| 2022 | 50.600      | 2.721.050   | 1,9         | 27         | 10         | 17         | 1.874                     | 3       | 17        | 29        | 14         |